# 루이스 브랜다이스
루이스 뎀비츠 브랜다이스(Louis Dembitz Brandeis, 1856년 11월 13일 ~ 1941년 10월 5일)는 미국의 변호사이자 대법관이며 사생활의 주창자로 자신의 민중 아이디어들로 "국민들의 변호사"로 알려졌다. 그는 연방 대법원의 운영을 영원히 바꾼 "브랜다이스 소송 적요서"를 개발하여 법률을 결심한 숙고로 사회학으로부터 자료와 주장들을 가져왔다. 종종 가끔 동료 올리버 웬들 홈스 주니어와 정렬된 연방 대법원에서 그의 업무는 다수의 반대 의견을 포함하여 그의 견해는 후에 법원에서 만들어진 결정들을 그늘지게 하였다. 그는 다수가 그들을 반대할 때 프랭클린 D. 루스벨트 대통령의 뉴딜 프로그램의 견고한 지지자였다. 브랜다이스는 또한 미국의 시오니즘 운동에 활동적이었으며 그 지도자였으며 팔레스타인에서 유대인 고향의 설립이 미국의 애국주의와 양립할 수 있다고 주장하였다. 그의 영예는 그의 이름을 딴 연구소와 상들에서 찾아지나 노력들에서 더욱 중요하게 그는 언론의 자유와 믿음, 사상, 감정과 다른 비물질을 포함한 사생활 같은 보호 민권으로 만들었고, 그러므로 가장 중요하고 가치있고, 방해와 정부 혹은 권한에 의한 통제 없이 우리 생활의 국면이다.

## 생애

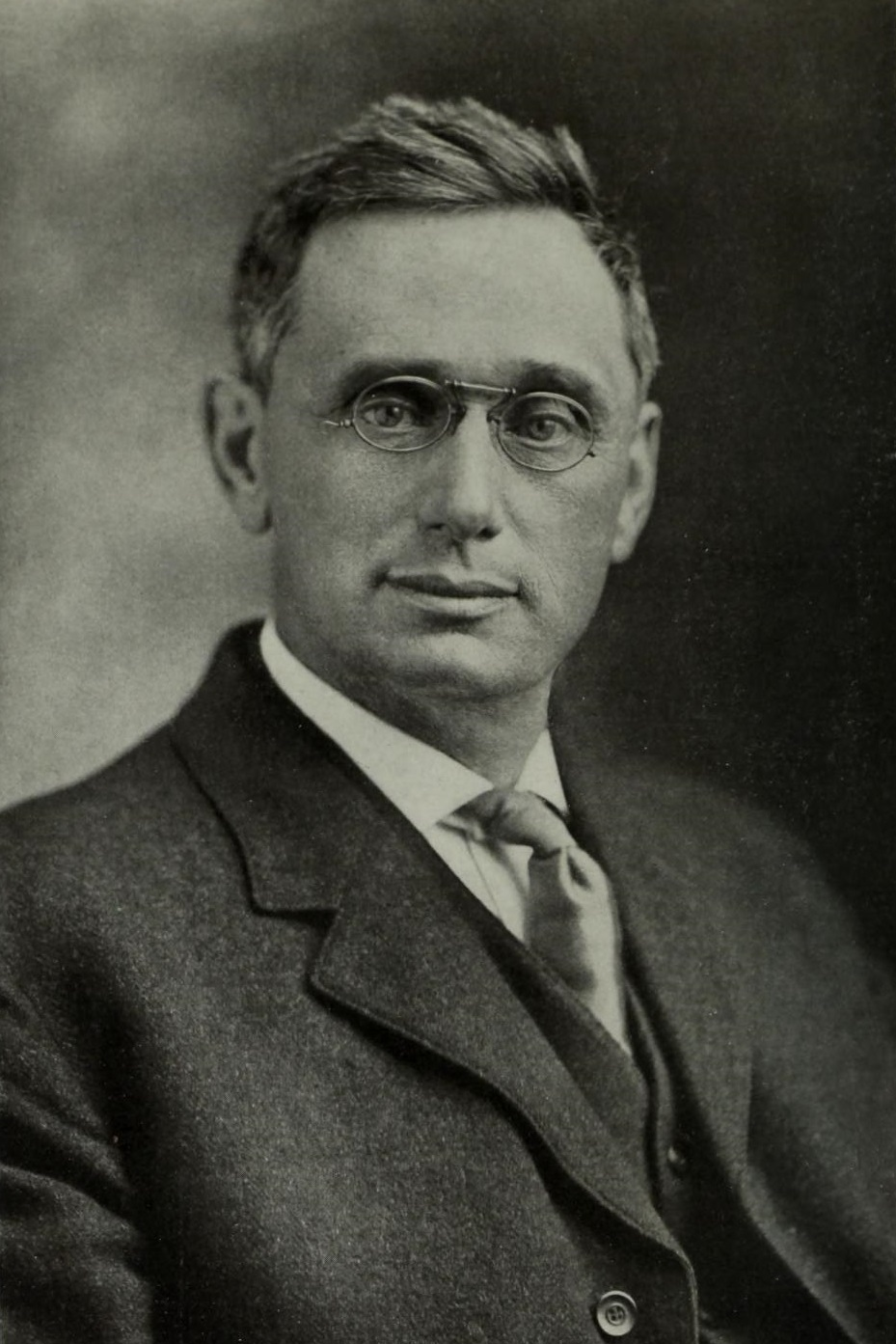
1900년 경의 브랜다이스

켄터키주 루이빌에서 태어났으며 보헤미아 유대인인 그의 가족은 실패한 1848년 혁명에 이어 프라하에서 미국으로 이민을 왔다. 루이스는 높은 영예와 함께 14세 나이로 학교를 졸업하였다.
1872년 유럽으로 간 그는 처음에 자신의 가족과 여행을 했고, 그러고서 독일 드레스덴에 있는 학교에서 2년을 보냈다. 1875년에 귀국한 브랜다이스는 만18세 나이에 하버드 로스쿨에 입학하여 1877년 수석 졸업했다.
미주리주 세인트루이스에서 잠시 법률을 실천한 후, 브랜다이스는 보스턴에서 변호사가 되어 자신의 하버드 로스쿨 동창 새뮤얼 D. 워런과 함께 "너터, 매클레넌 앤드 피쉬" (Nutter, McClennen and Fish)로 불린 보스턴의 두드러진 로펌을 창립하였다. 그 로펌은 성공적이었고 그의 금융 안전을 확보하고 진보적인 원인들에 활동적인 역할을 차지하는 데 그를 허용하였다.
그는 결혼을 하고, 매사추세츠주 데드햄에 있는 빌리지 애비뉴에 집을 샀다. 집은 데드햄 광장과 니콜라 사코와 바르톨로메오 반제티가 재판을 받은 법원 근처에 있었다. 재판이 열리는 동안 브랜다이스는 사코의 부인과 자식들을 자신의 저택으로 환영하였다.
브랜다이스는 말 도둑 체포를 위한 데드햄 사회의 회원은 물론, 데드햄 컨트리 앤드 폴로 클럽과 데드햄 역사 사회의 회원이었다. 그는 타운에 관하여 그의 동생에게 "데드햄은 나를 위해 영원한 젊음의 원천이다. 난 새롭게 만들어진 느낌이 들고 이 백발들의 존재를 부인하는 데 준비되었다"라고 썼다.
브랜다이스는 1941년 10월 5일 워싱턴 D. C.에서 사망하였다. 그는 화장되어 루이빌 대학교에 있는 루이스 브랜다이스 로스쿨의 주랑 현관 아래에 안치되었다.

## 업적

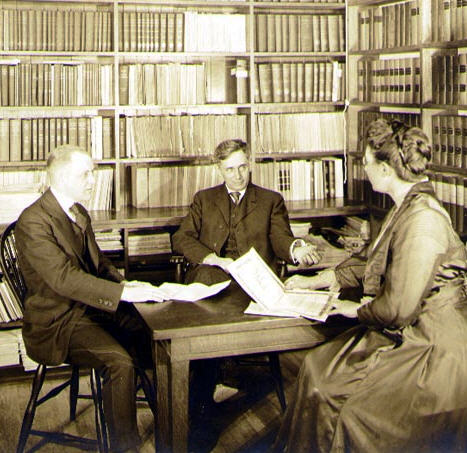
자신의 보스턴 사무소에서 (1916년, 중앙이 브랜다이스)

하버드 로스쿨을 졸업한 후, 브랜다이스는 법률을 실천하는 데 세인트루이스로 이주하여 개인 실습에 일하는 데 1년 후에 보스턴으로 돌아왔다. 그는 또한 생명보험 회사들에 의한 능욕을 배상하는 시도를 하는 데 뉴잉글랜드 정책 보유자 보호위원회를 위하여 미지급 변호인으로서 일하였다.
브랜다이스는 한 주에 최대 근무 시간과 최저 임금의 호의와 독점에 대하여 사건들을 주장하였다. 마지막 분야에서 그의 업적은 클레이턴 독점 금지법과 연방거래위원회 법령의 개발에 필수였다. 그는 자신의 민중 아이디어들과 근로자들의 관심의 표현들로 "국민들의 변호사"로 알려지게 되었다.
브랜다이스는 1916년 우드로 윌슨 대통령에 의하여 미국 연방 대법원으로 임명되어 1939년까지 지냈다. 많은이들은 목사의 아들 윌슨이 국가에서 최고 법원에 매우 첫번째 유대인을 임명한 것에 놀라웠다. 하지만 브랜다이스는 몇년을 미국 민주당의 진보적인 당파에 공헌한 자로 지내왔으며 비지니스에서 전매권보다 경쟁의 성원에서 쓴 책을 출판하였다. 정부가 선의의 도덕점 힘일 것이라는 것을 깊게 믿은 윌슨 대통령은 브랜다이스의 사상과 필적에서 비슷한 의견들로 응답하였다.

### 브랜다이스 소송 적요서
브랜다이스는 여성을 위한 근무 조건을 향상시키는 데 여성 권리 활동가들 플로렌스 켈리와 조제핀 클라라 골드마크와 더불어 일하였다. "브랜다이스 소송 적요서"로 불린 것에 그는 여성에 장기적 근무 시간들의 영향 문제에 사회학 정부를 담은 1908년 대법원의 사건 "뮬러 대 오리건"에서 법적인 서류를 제출하였다. 브랜다이스 소송 적요서는 통계적인 자료, 법률, 학술 논문과 다른 자료들과 함께 113 페이지나 되는 문서였다. 이것은 사회학이 법률에 이용된 미국에서 첫 사례였고, 연방 대법원의 지시와 미국의 법을 바꾸었다. 브랜다이스 소송 적요서는 그들이 경제, 사회학, 역사와 전문가의 의견들에 지속적으로 숙고하려고 하면서 미래의 연방 대법원의 제시를 위한 모델이 되었다.

### 연방 대법관
그는 두드러지게 전직 대통령이자 훗날의 대법관 윌리엄 하워드 태프트와 로얼 자신이 서명한 탄원서를 제출한 하버드 대학교의 총장 A. 로언스 로얼과 "이 법원으로 임명은 자신의 법적인 성취가 훌륭한 만큼 일반적인 평판이 좋은 자들의 법률 직업의 일원 만에 수여되어야 한다. 우리는 브랜다이스 씨가 연방 대법원의 재판관에 요구되어야 할 사법 기질과 수용력을 가졌다는 것을 믿지 않는다. 변호사로서 그의 평판은 그가 국민들의 신임을 가지고 있지 않는 것과 같다."가 나온 부분을 읽은 "보스턴의 54명의 시민들, 변호사들로 이해된 자들의 대부분"의 소식으로부터 자신의 임명에 대한 중요한 반대를 극복하였다.
브랜다이스는 1916년 6월 1일 한명의 민주당원의 반대와 3명의 공화당원들의 호의와 함께 47 대 22의 투표에 연방 대법원으로 확립되었다. 브랜다이스는 자신이 보스턴에 있는 자신의 사무실로부터 기차를 타고 데드햄에 있는 자택으로 와서 자신의 부인이 그를 "Mr Justice"로서 인사를 한 밤에 자신의 확립을 배웠다. 그는 미국 역사상 가장 영향적이고 존경을 받은 연방 대법관들 중의 하나가 되었다. 그의 투표들과 의견들은 개인적 권리들을 위한 더욱 위대한 보호들과 후에 법원들에서 보급될 경제적 규제에서 정부를 위한 더욱 위대한 적응성을 구상하였다.
"옴스테드 대 미국"에서 그의 넓게 반대한 의견에서 브랜다이스는 헌법이 "사생활권"을 보호한 대법원으로 임명되는 데 대비하여 자신이 영향적인 법률 기존 논문을 가졌다면 그것을 "가장 포괄적인 권리와 문명 남성들에게 가장 소중한 권리"로 부른다고 주장하였다. 옴스테드에서 브랜다이스의 위치는 옴스테드 결정을 전복한 "캐츠 대 미국"과 함께 1967년 결국적으로 법이 되었다.
브랜다이스는 또한 언론을 위하여 더욱 위대한 헌법적 보호를 위한 요구에서 동료 재판관 올리버 웬들 홈스 주니어와 함께 가입하여 "휘트니 대 캘리포니아"에서 공산당을 도운 것으로 유죄 판결을 지지한 것에 대법원의 분석과 함께 불동의하였다. 브랜다이스의 의견은 얼 워런 법원에 의하여 집행된 더욱 위대한 언론을 위한 보호들을 예시하였다.
브랜다이스는 또한 서로와 함께 자유롭게 연락하는 데 고용인과 고용주들의 권리에 정부의 규제로부터 비지니스를 지키는 데 종종 활동한 대법원의 "연락의 자유" 독트린을 반대하기도 하였고, 미국 의회에 의하여 규제될 수 있는 구성된 상거래의 데 대법원이 넓은 시야를 채택해야 한다고 주장하여 1941년의 "미국 대 다비" 같은 결정들을 예시하였다.
1932년 ~ 1937년의 대법관 임기 기간 동안 재판관들 할란 F. 스톤과 벤저민 N. 카도조와 더불어 브랜다이스는 대법원의 자유적 의제로 숙고된 "3총사"의 일원이었다. 이 3명은 다른 연방 대법관들의 대부분이 반대한 프랭클린 D. 루스벨트 대통령의 뉴딜 프로그램의 높은 지지자들이었다. "뉴 스테이트 아이스 코. 대 라이브맨"에서 불찬성에 있던 브랜다이스는 비지니스를 규제하는 대법원의 빈번한 국가 조치 무효화의 표면에서 혁신적인 정부의 활동을 위하여 국가가 "실험실"이 될 수 있어야 하는 유명하게 역설하였다. 그는 근본적인 개인의 자유가 심각하게 위협을 받지 않을 때 입법 판결에 대한 연기를 역설하여 권력의 수직선 (연방 대 국가 대 개인)과 수평선 (사법 대 입법)의 분리를 위한 건강한 존중을 보였다.
80대로서 브랜다이스는 연장 재판관들이 자신들의 임무들을 수행하는 데 특별한 도움을 필요했던 그 함축과 함께 1937년 자신의 친구 루스벨트의 "법원에 자기 사람 심기" 음모에 의하여 깊게 손상을 당하였다. 브랜다이스는 윌리엄 O. 더글러스에 의하여 대체되는 데 1939년 연방 대법원으로부터 퇴직하였다.

### 시오니즘의 지도자
브랜다이스는 또한 현저한 미국의 시온주의자이기도 하였다. 종교적으로 자라지 않은 브랜다이스는 보스턴 유대인 주간 신문의 편집자이자 시어도어 허즐의 제자 제이컵 더 해스와 함께 1912년 대화를 통하여 시오니즘 (팔레스타인에 유대인의 고향을 설립하는 운동)에 연루되었다. 결과로서 브랜다이스는 미국 시온주의자 동맹에서 활동적이 되었다. 제1차 세계 대전의 발발과 함께 베를린에 있는 시오니즘 운동의 본부는 효과가 없었고, 미국의 유대인들은 시오니즘 운동을 위하여 더 큰 책임을 맡아야 했다. 뉴욕에서 시오니즘 정세 잠정 집행위원회가 설립되었을 때 브랜다이스는 그 우두머리가 되는 데 만장일치의 투표를 받아들였고, 1914년부터 1918년까지 그는 미국 시오니즘의 지도자였다. 그는 시오니즘의 원인을 성원하는 데 1914년 ~ 1915년의 가을과 겨울에 연설 순방에 착수하였다. 브랜다이스는 팔레스타인에서 유대인 고향의 개발을 통한 민족 자결권과 유대인들을 위한 자유의 목표와 시오니즘과 미국의 애국주의의 적합성을 강조하였다.
발포어 선언에 이르기까지 협상들에 응하는 데 우드로 윌슨 행정부에 자신의 영향력을 가져왔다. 브랜다이스는 하임 바이츠만이 이끈 시오니즘의 유럽 지점과 갈라져 1921년 자신의 지도자 역할을 사임하였다. 하지만 그는 회원직을 유지하였고, 자신의 일생의 마지막까지 시오니즘에 활동적으로 남아있었다.

## 영예

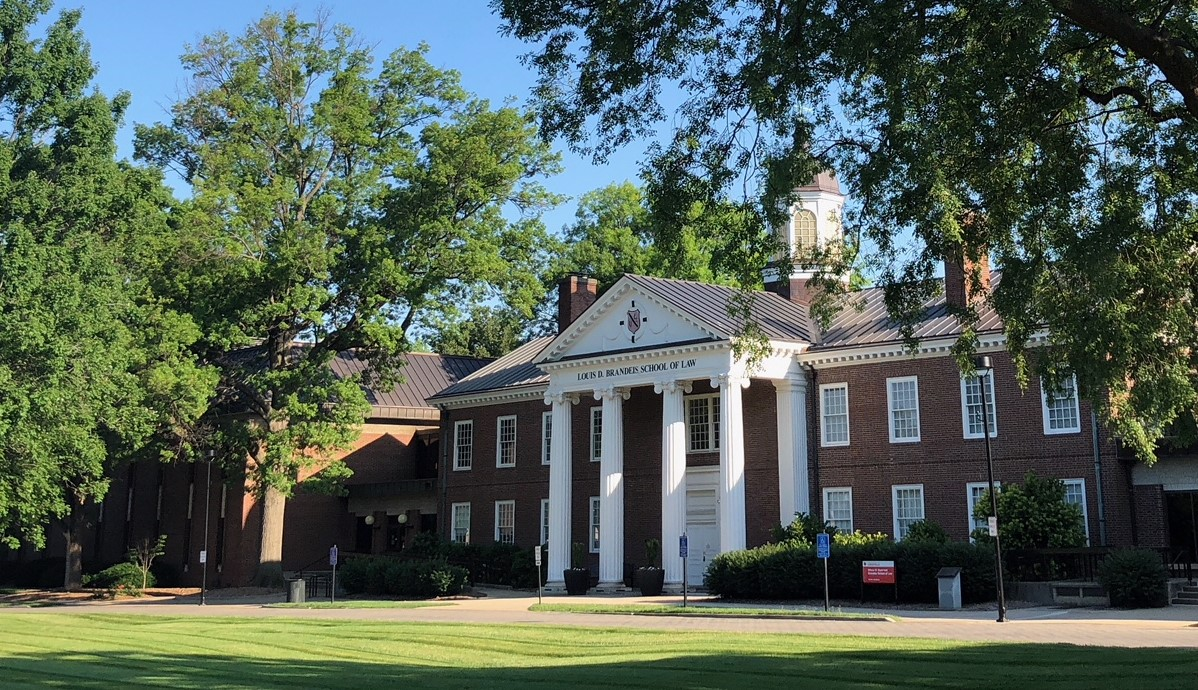
루이빌 대학교에 있는 루이스 D. 브랜다이스 로스쿨

브랜다이스는 자신이 누구였던 것과 자신이 무엇을 한 것 둘다를 위하여 영향력을 남겼다. 첫 유대인 연방 대법관으로서 그의 임명은 반유대주의로부터 오랫동안 고통을 겪은 국가에서 현저한 사건의 운동이었다. 이 성취에 나머지에 만족하지 않은 브랜다이스는 연방 대법원에 앉아있는 동안 현저한 사건의 의견들을 공헌하러 나갔다. 브랜다이스와 시오니즘 운동에 있던 자들에 의하여 세워진 창설은 제2차 세계 대전에 이어 이스라엘 국가의 창조에서 수단이었다.
다수의 연구소들은 그의 이름을 따면서 브랜다이스의 유산을 존중하였다. 매사추세츠주 월트햄에 위치한 리버럴 아츠 대학 브랜다이스 대학교는 그의 이름을 땄다. 몇몇의 브랜다이스 상들이 그의 영예에 이름이 붙었다. 루이빌 대학교의 루이스 D. 브랜다이스 로스쿨도 또한 그의 이름을 땄다. 그의 유해가 오귀스트 로댕의 "생각하는 사람" 조작상으로부터 대략 50 야드 떨어져 위치하면서 브랜다이스 대법관과 그의 부인의 화장된 유해가 학교의 밑에 안치되었다. 그의 전문적인 문서들은 거기에 있는 도서관에 세워졌다. 학교의 주요 법의 비평 발간물 〈브랜다이스 로 저널〉은 마찬가지로 그의 영예에 이름을 땄다. 로스쿨의 루이스 D. 브랜다이스 사회는 브랜다이스 메달을 수여한다. 맨해튼의 로어 이스트 사이드에서 미국 합동 의류 노동자 기구에 의하여 창립된 주택 협동 조합인 힐먼 주택 주식회사의 건물들 중의 하나가 그의 이름을 땄다. 뉴욕의 공립 고등학교 "루이스 D. 브랜다이스 고등학교"도 대법관의 이름을 땄다. 결국 이스라엘에서 "키부츠 아인 하쇼페트"도 그의 이름을 땄는 데 "아인 하쇼페트"는 말 그대로 브랜다이스의 시오니즘의 이유로 선택된 이름 "재판관의 원천"을 의미한다.